# 7113 Ostapbender
7113 Ostapbender è un asteroide della fascia principale. Scoperto nel 1986, presenta un'orbita caratterizzata da un semiasse maggiore pari a 2,9603472 UA e da un'eccentricità di 0,0526363, inclinata di 12,66020° rispetto all'eclittica.
L'asteroide è dedicato a Ostap Bender, il protagonista del romanzo Le dodici sedie.